# Soleilhas
Soleilhas település Franciaországban, Alpes-de-Haute-Provence megyében. Lakosainak száma 91 fő (2022. január 1.). Soleilhas Demandolx, Peyroules, Ubraye, Vergons, Briançonnet és Saint-Auban községekkel határos.

## Népesség
A település népessége az elmúlt években az alábbi módon változott:
| Lakosok száma | 76   | 85   | 93   | 107  | 123  | 120  | 100  | 89   | 88   | 91   |
|               | 1968 | 1982 | 1990 | 2006 | 2013 | 2015 | 2017 | 2019 | 2020 | 2022 |